# Лабинцевы
Лабинцевы (Лабынцевы) — русский дворянский род, восходящий к XVII веку.
Его ярчайший представитель — Иван Михайлович Лабинцев (1802—1883), генерал от инфантерии (пехоты), с отличием служил России в действующих войсках во время кавказских кампаний.
Род этой фамилии был внесён в VI часть родословной книги Тульской губернии Российской империи.